# آلفون ۱۷۷۸
سیارک ۱۷۷۸ (به انگلیسی: 1778 Alfven، نامگذاری:4506P-L) هزار و هفتصد و هفتاد و هشتمین سیارک کشف شده‌است که در ۲۶ سپتامبر ۱۹۶۰ کشف شد.
قدر مطلق سیارک برابر ۱۱٫۶۰ است.